# アルテア
アルテア (Altea) は、スペイン・バレンシア州アリカンテ県のムニシピ（基礎自治体）。ミゲル・エルナンデス・デ・エルチェ大学の芸術学部キャンパスがある。

## 歴史

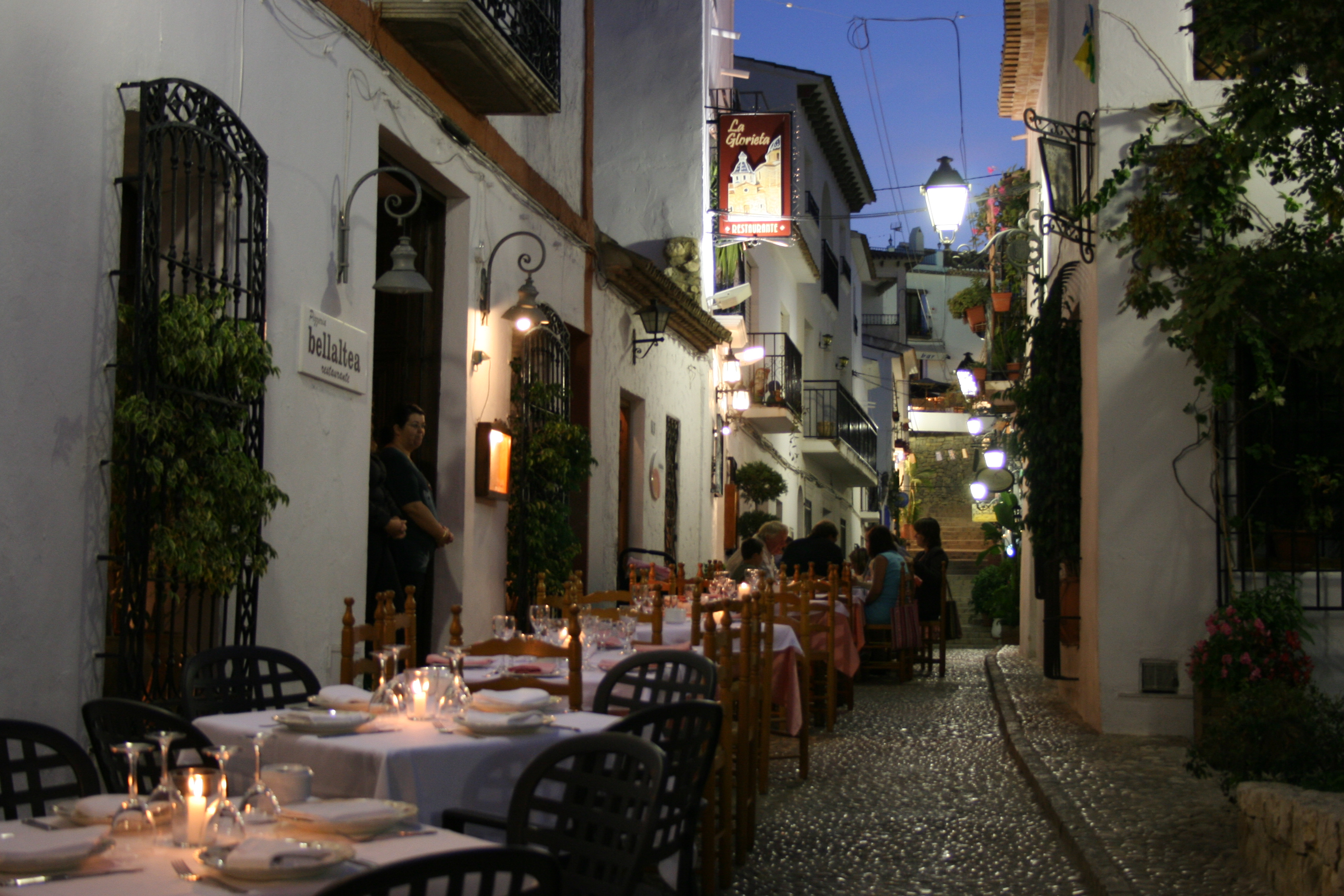
旧市街の狭い通り

アルテアとは、ギリシャ語のAltahia（治療する）から派生している。イベリア人とローマ人の定住地跡が見つかっている。
イスラム支配時代後期、アルテアはデニアのタイファ支配下にあった。1244年、アラゴン王ジャウマ1世がアルテアを征服すると、再びキリスト教徒の移住が進み、1279年に町の憲章を獲得した。
スペイン継承戦争さなかの1705年、イギリス艦隊の支援を受けてオーストリア大公カール（のちの神聖ローマ皇帝カール6世）はアルテア湾に上陸した。大公の軍は、デニアとバレンシアの貴族に近い軍人のフアン・バウスティスタ・バッセトが率いた。
18世紀、農業、漁業、商業がさかんとなり、人口は約5,000人であった。1960年代以降観光業が急成長し、さらに人口が急増した。

## 人口
| アルテアの人口推移 1842－2013                           |
|                                                         |
| 出典:INE（スペイン国立統計局）1900年 - 1991年、1996年 - |

## 政治
| 任期      | 首長名                                                                    | 政党         |
| --------- | ------------------------------------------------------------------------- | ------------ |
| 1979–1983 | フアン・アルバド・ペレス                                                  | UCD          |
| 1983–1987 | フアン・アルバド・ペレス                                                  | GIA ind.     |
| 1987–1991 | フアン・アルバド・ペレス                                                  | CDS          |
| 1991–1995 | ミゲル・オルティス・サラゴサ (91-92) フアン・バウティスタ・ボルハ (92-94) | PP CDS       |
| 1995–1999 | ミゲル・オルティス・サラゴサ                                              | PP           |
| 1999–2003 | ミゲル・オルティス・サラゴサ                                              | PP           |
| 2003–2007 | ミゲル・オルティス・サラゴサ                                              | PP           |
| 2007–2011 | アンドレス・リポイ・リョレンス                                            | PSPV-PSOE    |
| 2011–2015 | ミゲル・オルティス・サラゴサ                                              | PP           |
| 2015–2019 | ハウメ・リナレス・コルテス                                                | コンプロミス |
| 2019–2023 | n/d                                                                       | n/d          |
| 2023–     | n/d                                                                       | n/d          |

## 出身者
- ホセ・ホロ・ミランダ（スペイン語版）(1874-1954) : 弁護士・貴族・政治家。1920年からアルテア伯爵。バレンシアで生まれ、アルテアで死去。
- ホセ・ベネイト・ロストイ（スペイン語版）(1882-1936) : 政治家・外交官。カンポフェルティル侯爵。アルテア生まれ。
- フランシスコ・サラゴサ・ゴミス（スペイン語版）(1912-1987) : 医師・政治家。アルテア生まれ。
- フランシスコ・マルティネス・イ・マルティネス（スペイン語版）(1866-1946) : 歴史学者。アルテア生まれ。
- ジャウマ・モラレス・モルト（スペイン語版）(1973-) : ペロタ選手。アルテア生まれ。

## 姉妹都市
アルテアは、欧州連合内の都市を結ぶ姉妹都市組織ドゥーズラージュの、1991年の創設以来の構成都市である。ドゥーズラージュは互いの国の産物市場を開くなど様々な催しを行い交流を行っている。
 アルテア、スペイン - 1991年
 バート・ケッツティング、ドイツ - 1991年
 ベッラージョ、イタリア - 1991年
 バンドーラン、アイルランド - 1991年
 グランヴィル、フランス - 1991年
 ホルステブロー、デンマーク - 1991年
 ウッファリーズ、ベルギー - 1991年
 メールセン、オランダ - 1991年
 ニーデランヴェン、ルクセンブルク - 1991年
 プレヴェザ、ギリシャ - 1991年
 セジンブラ、ポルトガル - 1991年
 シェアボーン、イギリス - 1991年
 カルッキラ、フィンランド - (1997-2016年)
 オクセレースンド、スウェーデン - 1998年
 ユーデンブルク、オーストリア - 1999年
 ホイナ、ポーランド - 2004年
 ケーセグ、ハンガリー - 2004年
 スィグルダ、ラトビア - 2004年
 スシツェ、チェコ - 2004年
 チュリ、エストニア - 2004年
 ズヴォレン、スロヴァキア - 2007年
 プリエナイ、リトアニア - (2008–2018)年
 マルサスカラ、マルタ - 2009年
 シレト、ルーマニア - 2010年
 アグロス、キプロス - 2011年
 シュコーフィア・ロカ 、スロベニア - 2011年
 トリャヴナ、ブルガリア - 2011年
 ロヴィニ、クロアチア - 2016年
 アシッカラ、フィンランド - 2016年-
 ロキシュキス、リトアニア - 2018年
また、以下とも姉妹都市である。
- オーリヤック、フランス - 1992年
- アルパジョン＝シュル＝セール、フランス - 1992年